# Brendan Mari
Brendan Mari (engl. Brendan Murray; Golvej, 16. novembar 1996) je irski pevač i bivši član irske grupe Hometown. Brendan će predstavljati Irsku na izboru za Pesmu Evrovizije 2017 sa pesmom „Dying To Try”.

## Spoljašnje veze
- Brendan na mreži Instagram
- Brendan na mreži Tviter
- Brendan na mreži Fejsbuk